# Kube
Kube («kyu: b») — професійний JS та CSS-Framework розроблений у Фінляндії компанією Imperavi.
Ліцензія на використання: MIT (англ. MIT License), безкоштовно.
Перша версія: V1.0.0 (IV/2014). Проєкт [Архівовано 11 червня 2018 у Wayback Machine.] є на Github і продовжує розвиватись — останній коміт 2017 року.
Kube підтримує мобільні пристрої, і як Bootstrap, використовує бібліотеку JQuery.min.
Серед подібних — важчі 960.gs, Bootstrap(з JavaScript-ом), Foundation.
Особливістю даного проекту є використання чотирьох-піксельної сітки.
Недоліки — відсутність підтримки старих версій броузерів, використання сторонньої бібліотеки.
Перевагою є відносно невеликий розмір, підтримка Sass, активна підтримка та актуальний розвиток і удосконалення самого коду. Також, доступна хороша документація англійською мовою.
Актуальна версія на 2018 — v.7.2.0 (реліз IX.2018) — розмір коду (без JQuery.min) ~110 Кб (CSS частина — 60Kb, Javascript частина — 50Kb).